# Sapar Batyrow
Sapar Batyrow (ur. 29 listopada 1967) – turkmeński szachista, arcymistrz od 1998 roku.

## Kariera szachowa
W turniejach międzynarodowych zaczął startować dopiero po rozpadzie Związku Radzieckiego, międzynarodowy ranking zdobywając dopiero w styczniu 1996 roku. W tym samym roku zwyciężył w kołowym turnieju w Aszchabadzie, wyprzedzając m.in. Olega Korniejewa i Michaiła Saltajewa. W 2002 r. podzielił II m. (za Petrem Habą, wspólnie z Christianem Seelem) w Datteln, natomiast w 2005 r. odniósł dwa turniejowe zwycięstwa, w Balkanabacie oraz w Lebapie. W 2006 r. ponownie zwyciężył w Balkanabacie. W 2007 r. zajął I m. w mieście Mary.
Najwyższy ranking w karierze osiągnął 1 lipca 1998 r., z wynikiem 2505 punktów zajmował wówczas 2. miejsce (za Babakulim Annakowem) wśród turkmeńskich szachistów.